# Conférence des grandes écoles
Die Conférence des grandes écoles (kurz: CGE) ist ein französischer Verband von Hochschulen und bietet vor allem Akkreditieren für seine derzeit 277 Mitglieder, die Grande écoles. Die Organisation wurde 1973 gegründet und hat ihren Sitz in Paris. Der Begriff des Grande école ist jedoch deutlich älter und wurde nach der Französischen Revolution erstmals 1794 vergeben. Mitglieder sind häufig aber nicht immer staatliche Universitäten, die mindestens einen Master-Abschluss verleihen. Vereinen tut sie der rigorose Zulassungsprozess ihrer Studenten. In dem als wenig durchlässig geltenden Ausbildungssystem Frankreichs sind sie häufig Ausbildungsort für führende Persönlichkeiten aus Verwaltung, Politik und Wirtschaft. Ähnlich wie die amerikanische Ivy League, die beiden Universitäten Oxford und Cambridge im Vereinigten Königreich und die C9-Liga in der Volksrepublik China, sind die Universitäten als Elite-Cluster in ihren Ländern bekannt. Das System ist auch in Frankreich Gegenstand regelmäßiger Kritik.

## Prestige
Grandes Écoles sind hoch selektiv und werden von der CGE akkreditiert. Die Abschlüsse werden jedoch ausschließlich vom französischen Ministerium für Nationale Ausbildung (frz: Le Ministère de L'éducation Nationale) geprüft und sind somit staatlich anerkannt. Die meisten Grandes Écoles sind wirtschaftswissenschaftliche oder technische Hochschulen. Es gibt jedoch auch Écoles Normales Supérieures (ENS), Institute für politische Studien (IEP), veterinärmedizinisch und anderweitig fachspezifische Hochschulen. Allesamt zeichnen sie ein effizientes Verhältnis von Lehrkörper-zu-Studenten und der Unterricht auf Englisch aus. Die engen Verbindungen über staatliche Stipendien und Kooperationen mit Unternehmen sind weiterhin ihr Markenkern.
Von 250 Business Schools in Frankreich sind 39 Mitglied der Conférence des Grandes Écoles. Einige ihrer Mitglieder schneiden überdurchschnittlich gut in europäischen und weltweiten Rankings ab. Insbesondere die "trois Parisiennes" (drei Pariser) dominieren derzeit das maßgebliche Ranking der Financial Times der besten europäischen Business Schools. So war für den prestigereichen Master in Finance im Ranking des Jahres 2021 die HEC Paris auf Platz 1, die ESCP Business School of Platz 2 und die EDHEC Business School auf Platz 5 Europas zu finden. Mit der SKEMA Business School auf Platz 3 und der ESSEC Business School auf Platz 4 sind die besten fünf Plätze ausschließlich an Grande écoles bzw. französische Wirtschaftshochschulen verliehen worden. Dies widerspricht auch gängigen Diskussionen, dass nur amerikanische oder englische Universitäten Spitzenplätze in den Business School-Rankings einnehmen können.
| Financial Times – European Business Schools (CGE members-only) | 2021  | 2020  | 2019  | Weibliche Lehrkörper 2021 |
| -------------------------------------------------------------- | ----- | ----- | ----- | ------------------------- |
| HEC Paris                                                      | 1     | 1     | 1     | 30 %                      |
| Insead                                                         | 3     | 3     | 5     | 22 %                      |
| ESSEC Business School                                          | 8     | 6     | 7     | 36 %                      |
| ESCP Business School                                           | 14    | 8     | 14    | 38 %                      |
| EDHEC Business School                                          | 10    | 14    | 15    | 33 %                      |
| Audencia                                                       | 31    | 45    | 40    | 44 %                      |
| Burgundy School of Business                                    | 82    | 80    | 81    | 49 %                      |
| EMLyon Business School                                         | 19    | 20    | 20    | 40 %                      |
| EM Normandie Business School                                   | 86    | 83    | 81    | 40 %                      |
| ESC Clermont Business School                                   | k. A. |       | 95    | k. A.                     |
| ESSCA School of Management                                     | k. A. | 70    | 76    | k. A.                     |
| Excelia Business School                                        | 64    | 63    | 79    | 51 %                      |
| Grenoble École de Management                                   | 36    | 28    | 25    | 47 %                      |
| ICN Business School                                            | 80    | k. A. | 69    | 55 %                      |
| IÉSEG School of Management                                     | 62    | 55    | 64    | 46 %                      |
| Institut Mines-Télécom Business School                         | 84    | 73    | 75    | 48 %                      |
| ISC Paris                                                      | k. A. | k. A. | 88    | k. A.                     |
| Kedge Business School                                          | 40    | 34    | 31    | 33 %                      |
| Montpellier Business School                                    | 75    | 72    | 69    | 45 %                      |
| Neoma Business School                                          | 44    | 39    | 50    | 44 %                      |
| Paris Dauphine University                                      | k. A. | k. A. | 89    | k. A.                     |
| Paris School of Business                                       | k. A. | 88    | k. A. | k. A.                     |
| Rennes School of Business                                      | 88    | 68    | 56    | 34 %                      |
| Skema Business School                                          | 48    | k. A. | 49    | 37 %                      |
| TBS Education                                                  | 58    | 58    | 57    | 50 %                      |

## Gründungsmitglieder
- École Centrale des Arts et Manufactures (École Centrale Paris – ECP)
- École des Hautes Études Commerciales (HEC Paris)
- École Nationale des Ponts et Chaussées (Ponts – ENPC)
- École Nationale Supérieure de l’Aéronautique et de l’Espace (ISAE-SUPAERO)
- École Nationale Supérieure des Arts et Métiers (Paris) (Arts et Métiers ParisTech – ENSAM)
- École Nationale Supérieure des Mines de Paris (Mines ParisTech – ENSM.P.)
- École Nationale Supérieure des Mines de Saint-Étienne (MINES Saint-Étienne)
- École Nationale Supérieure des Mines de Nancy (Mines Nancy)
- École Nationale Supérieure des Mines de Rabat (Mines Rabat)
- École Nationale Supérieure des Techniques Avancées (ENSTA Paris)
- École Nationale Supérieure des Télécommunications (Télécom Paris – ENST)
- École Polytechnique (École Polytechnique – EP or l'X)
- École Supérieure d’Electricité (Supélec – ESE)
- École Supérieure de Physique et Chimie Industrielle de la Ville de Paris (ESPCI Paris)
- Institut National Agronomique Paris-Grignon (Institut national agronomique Paris Grignon INA-PG)

(Quelle:)